# Долинка (Красноперекопский район)
Доли́нка (ранее Кучу́к-Мамчи́к; укр. Долинка, крымскотат. Küçük Mamçıq, Кучюк Мамчыкъ) — село в Красноперекопском районе Республики Крым, входит в состав Новопавловского сельского поселения (согласно административно-территориальному делению Украины — Новопавловского сельского совета Автономной Республики Крым).

## Население
| 2001 | 2014 |
| ---- | ---- |
| 771  | ↘582 |

Всеукраинская перепись 2001 года показала следующее распределение по носителям языка
| Язык             | Процент |
| ---------------- | ------- |
| русский          | 40.47   |
| крымскотатарский | 36.32   |
| украинский       | 22.05   |
| другие           | 1.04    |

### Динамика численности
| - 1892 год — 205 чел. - 1900 год — 359 чел. - 1915 год — 408/72 чел. - 1926 год — 398 чел. | - 1989 год — 695 чел. - 2001 год — 771 чел. - 2009 год — 661 чел. - 2014 год — 582 чел. |

## Современное состояние
На 2017 год в Долинке числится 8 улиц; на 2009 год, по данным сельсовета, село занимало площадь 87 гектаров, на которой в 259 дворах проживал 661 человек. В селе действуют детский сад, библиотека, сельский клуб, фельдшерско-акушерский пункт. Село газифицировано, Долинка связана автобусным сообщением с райцентром, городами Крыма и соседними населёнными пунктами.

## География
Долинка расположена в центре района, на правом берегу в низовье реки Чатырлык, высота центра села над уровнем моря — 4 м. Ближайшие сёла: Новопавловка в 2,5 км на запад, Братское в 2,5 км на юго-запад, Новониколаевка в 2 км на юго-восток и Воинка — в 5 километрах на восток, там же ближайшая железнодорожная станция — Воинка (на линии Джанкой — Армянск). Расстояние до райцентра — около 25 километров (по шоссе). Транспортное сообщение осуществляется по региональным автодорогам 35Н-273 Знаменка — Долинка — Воинка и 35Н-284 Новопавловка — Долинка (по украинской классификации — С-0-10702 и С-0-10713).

## История
Долинка Воинской волости Перекопского уезда возникла между 1887-м (в «Памятной книге Таврической губернии 1889 года» ещё не значится) и 1892 годом, когда, согласно «…Памятной книжке Таврической губернии на 1892 год», в деревне Долинка, составлявшей Долинское сельское общество, было 205 жителей в 50 домохозяйствах — видимо, было массовое одновременное заселение большой группы крестьян. По «…Памятной книжке Таврической губернии на 1900 год» в Долинке числилось уже 359 жителей в 56 дворах. По Статистическому справочнику Таврической губернии. Ч.II-я. Статистический очерк, выпуск пятый Перекопский уезд, 1915 год, в деревне Долинка Воинской волости Перекопского уезда числилось 76 дворов (69 дворов с землёй, 7 — безземельные) с русским населением в количестве 408 человек приписных жителей и 72 — «посторонних», из которых 236 мужчин и 245 женщин. Жители владели 737 десятинами удобной земли. В хозяйствах имелось 178 лошадей, 16 волов, 103 коровы и 86 голов мелкого скота.
После установления в Крыму Советской власти, по постановлению Крымревкома от 8 января 1921 года № 206 «Об изменении административных границ» была упразднена волостная система, Перекопский уезд переименовали в Джанкойский, в котором был образован Ишуньский район, в состав которого включили село, а в 1922 году уезды получили название округов. 11 октября 1923 года, согласно постановлению ВЦИК, в административное деление Крымской АССР были внесены изменения, в результате которых округа были отменены, Ишуньский район упразднён и село вошло в состав Джанкойского района. Согласно Списку населённых пунктов Крымской АССР по Всесоюзной переписи 17 декабря 1926 года, в селе Долинка Воинского сельсовета (в котором село состояло до включения в Братский в 1960-х) Джанкойского района, числился 81 двор, из них 80 крестьянских, население составляло 398 человек. В национальном отношении учтено: 356 русских, 15 немцев, 11 украинцев и 16 армян, действовала русская школа. Постановлением ВЦИК от 30 октября 1930 года был восстановлен Ишуньский район и село, вместе с сельсоветом, включили в его состав. Постановлением Центрального исполнительного комитета Крымской АССР от 26 января 1938 года Ишуньский район был ликвидирован и создан Красноперекопский район с центром в поселке Армянск (по другим данным 22 февраля 1937 года). На подробной карте РККА северного Крыма 1941 года в Долинке отмечено 102 двора.
С 25 июня 1946 года Долинка в составе Крымской области РСФСР, в селе действовал колхоз «Красная Долина», в 1951 году объединённый в одно хозяйство «Красное Знамя». С 1953 года началось организованное заселение села жителями других областей Украины и России. 26 апреля 1954 года Крымская область была передана из состава РСФСР в состав УССР, с того же года в составе Ильинского сельсовета. В 1959 году колхоз «Красное Знамя» вошёл в совхоз «Воинский», а 15 апреля 1963 года создан совхоз «Новопавловский». На 1967 год Долинка входила в состав Братского сельского совета, с 1975 года — в Новопавловский сельсовет. По данным переписи 1989 года в селе проживало 695 человек. С 12 февраля 1991 года село в восстановленной Крымской АССР, 26 февраля 1992 года переименованной в Автономную Республику Крым. С 21 марта 2014 года в составе Крыма аннексирована Россией.